# Abolhassan Banisadr

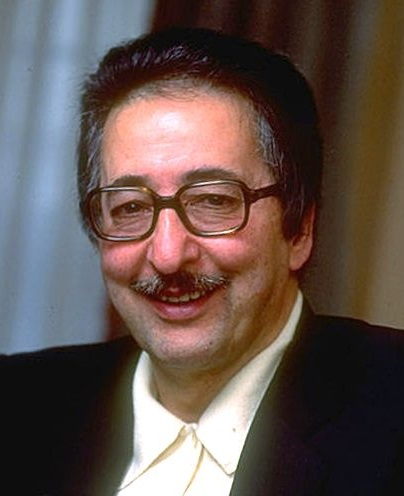
Abolhassan Banisadr

Abulhassan Banisadr (Tiếng Ba Tư: ابوالحسن بنیصدر, sinh ngày 22 tháng 3 năm 1933 - mất 9 tháng 10 năm 2021) là một chính trị gia Iran, ông là tổng thống đầu tiên của Iran từ ngày 4 tháng 2 năm 1980 sau cuộc Cách mạng Hồi giáo năm 1979 với việc bãi bỏ chế độ quân chủ cho đến khi ông bị Quốc hội Iran lên án vào ngày 21 tháng 6 năm 1981 Trước khi làm tổng thống, ông là Bộ trưởng Bộ Ngoại giao trong Chính phủ lâm thời.

## Tiểu sử
Banisadr sinh ngày 22 tháng 3 năm 1933 tại Hamedan. Cha ông là một ayatollah và gần gũi với Ruhollah Khomeini. Ông học tài chính và kinh tế tại Sorbonne. Năm 1972, cha của Banisadr qua đời và ông tham dự đám tang ở Iraq, nơi lần đầu tiên ông gặp Ayatollah Khomeini. 
Banisadr đã tham gia phong trào chống sinh viên Shah vào đầu những năm 1960 và bị giam cầm hai lần, và bị thương trong một cuộc nổi dậy năm 1963. Sau đó, ông trốn sang Pháp. Sau đó, ông gia nhập nhóm kháng chiến Iran do Khomeini lãnh đạo, trở thành một trong những cố vấn cứng rắn của ông. Banisadr trở về Iran cùng với Khomeini khi cuộc cách mạng bắt đầu vào tháng 2 năm 1979. Ông đã viết một cuốn sách về tài chính Hồi giáo, Eghtesad Tohidi, tạm dịch là "Kinh tế học của thuyết độc thần".

## Sự nghiệp
Sau cách mạng Iran, Banisadr trở thành thứ trưởng bộ tài chính vào ngày 4 tháng 2 năm 1979 và tại vị cho đến ngày 27 tháng 2 năm 1979. Ông cũng trở thành thành viên của hội đồng cách mạng khi Bazargan và những người khác rời khỏi hội đồng để thành lập chính phủ lâm thời. Sau khi bộ trưởng tài chính lâm thời Ali Ardalan từ chức vào ngày 27 tháng 2 năm 1979, ông được bổ nhiệm làm bộ trưởng tài chính bởi thủ tướng Mehdi Bazargan. Vào ngày 12 tháng 11 năm 1979, Banisadr được bổ nhiệm làm bộ trưởng ngoại giao để thay thế Ebrahim Yazdi trong chính phủ do Hội đồng Cách mạng Hồi giáo lãnh đạo khi chính phủ lâm thời từ chức.
Banisadr được bầu với nhiệm kỳ bốn năm vào ngày 25 tháng 1 năm 1980, nhận được 78,9% phiếu bầu trong cuộc bầu cử và được khánh thành vào ngày 4 tháng 2. Khomeini vẫn là Nhà lãnh đạo tối cao của Iran với thẩm quyền lập hiến để bãi nhiệm tổng thống. Các nghi thức khai mạc được tổ chức tại bệnh viện nơi Khomeini đang hồi phục sau cơn đau tim.
Banisadr không phải là giáo sĩ Hồi giáo; Khomeini đã nhấn mạnh rằng các giáo sĩ không nên chạy đua tranh cử cho các vị trí trong chính phủ. Vào tháng 8 và tháng 9 năm 1980, Banisadr sống sót sau hai vụ tai nạn máy bay trực thăng gần biên giới Iran. Trong cuộc chiến tranh Iran ở Iraq, Banisadr đã được bổ nhiệm làm tổng tư lệnh bởi Khomeini vào ngày 10 tháng 6 năm 1981.